# Dadjo (langue)
Pour les articles homonymes, voir Dadjo.
Le dadjo, aussi appelé daju ou dar daju daju est une langue nilo-saharienne, du groupe des langues dadjo, parlée au Tchad dans la région de Batha.

## Écriture
| A a | B b   | Ɓ ɓ | C c   | D d | Ɗ ɗ   | E e | G g | H h | I i | J j | K k | L l | M m | MB mb |
| N n | ND nd | Ŋ ŋ | ŊG ŋg | N̰ n̰ | N̰J n̰j | O o | P p | R r | S s | T t | U u | Y y | Ƴ ƴ | Z z   |